# Wildwood (Carolina del Norte)
Wildwood es un área no incorporada ubicada del condado de Carteret en el estado estadounidense de Carolina del Norte.

## Gobierno local
Wildwood está en el Distrito 3 para la Junta de Comisionados del Condado de Carteret. En la actualidad, Wildwood es representado en el Consejo de William Holt Faircloth, Jr., cuyo mandato expira noviembre de 2008. Distrito 3 también incluye parte de Morehead City, así como Broad Creek.